# 질반 추어브리겐
질반 추어브리겐(독일어: Silvan Zurbriggen, 1981년 8월 15일~)은 스위스의 전직 알파인 스키 선수이다. 올림픽에 2회 참가했으며 2010년 동계 올림픽 남자 복합 동메달을 획득했다.

## 개인사
스위스 국가대표 알파인 스키 선수였던 피르민 추어브리겐, 하이디 추어브리겐, 엘리아 추어브리겐과 친척 관계이다.